# Giovanni Lurani
Don Giovanni Lurani Cernuschi (ur. 19 grudnia 1905 roku w Cernusco Lombardone, zm. w styczniu 1995 roku) – włoski kierowca wyścigowy, inżynier i dziennikarz.

## Kariera
W swojej karierze wyścigowej Lurani poświęcił się startom w wyścigach Grand Prix oraz w wyścigach samochodów sportowych. W 1931 był klasyfikowany w Mistrzostwach Europy AIACR. Z dorobkiem dwudziestu punktów uplasował się tam na 25 pozycji w klasyfikacji generalnej. W latach 1951, 1953 Włoch pojawiał się w stawce 24-godzinnego wyścigu Le Mans. W pierwszym sezonie startów odniósł zwycięstwo w klasie S 2.0, a w klasyfikacji generalnej był dwunasty.